# Campionati europei di badminton 2016
I campionati europei di badminton 2016 sono stati la 25ª edizione dei campionati europei di badminton.
La competizione si è svolta dal 26 aprile al 1º maggio a La Roche-sur-Yon, in Francia.

## Podi
| Evento              | Oro                                                     | Argento                                         | Bronzo                                       |
| Singolare maschile  | Viktor Axelsen (DNK)                                    | Jan Ø. Jørgensen (DNK)                          | Rajiv Ouseph (ENG)                           |
| Singolare maschile  | Viktor Axelsen (DNK)                                    | Jan Ø. Jørgensen (DNK)                          | Marc Zwiebler (DEU)                          |
| Singolare femminile | Carolina Marín (ESP)                                    | Kirsty Gilmour (SCO)                            | Line Kjaersfeldt (DNK)                       |
| Singolare femminile | Carolina Marín (ESP)                                    | Kirsty Gilmour (SCO)                            | Anna Thea Madsen (DNK)                       |
| Doppio maschile     | Mads Conrad-Petersen (DNK) Mads Pieler Kolding (DNK)    | Kim Astrup (DNK) Anders Skaarup Rasmussen (DNK) | Vladimir Ivanov (RUS) Ivan Sozonov (RUS)     |
| Doppio maschile     | Mads Conrad-Petersen (DNK) Mads Pieler Kolding (DNK)    | Kim Astrup (DNK) Anders Skaarup Rasmussen (DNK) | Marcus Ellis (ENG) Chris Langridge (ENG)     |
| Doppio femminile    | Christinna Pedersen (DNK) Kamilla Rytter Juhl (DNK)     | Eefje Muskens (NLD) Selena Piek (NLD)           | Samantha Barning (NLD) Iris Tabeling (NLD)   |
| Doppio femminile    | Christinna Pedersen (DNK) Kamilla Rytter Juhl (DNK)     | Eefje Muskens (NLD) Selena Piek (NLD)           | Maiken Fruergaard (DNK) Sara Thygesen (DNK)  |
| Doppio misto        | Joachim Fischer Nielsen (DNK) Christinna Pedersen (DNK) | Niclas Nohr (DNK) Sara Thygesen (DNK)           | Mathias Christiansen (DNK) Lena Grebak (DNK) |
| Doppio misto        | Joachim Fischer Nielsen (DNK) Christinna Pedersen (DNK) | Niclas Nohr (DNK) Sara Thygesen (DNK)           | Jacco Arends (NLD) Selena Piek (NLD)         |

## Medagliere
| Posiz. | Nazione     | Oro | Argento | Bronzo | Totale |
| ------ | ----------- | --- | ------- | ------ | ------ |
| 1      | Danimarca   | 4   | 3       | 4      | 11     |
| 2      | Spagna      | 1   | 0       | 0      | 1      |
| 3      | Paesi Bassi | 0   | 1       | 2      | 3      |
| 4      | Scozia      | 0   | 1       | 0      | 1      |
| 5      | Inghilterra | 0   | 0       | 2      | 2      |
| 6      | Germania    | 0   | 0       | 1      | 1      |
| 7      | Russia      | 0   | 0       | 1      | 1      |
| Totale | Totale      | 5   | 5       | 10     | 20     |